# Вебер, Брюс
Брюс Вебер (англ. Bruce Weber; род. 29 марта 1946, Гринсберг, Пенсильвания, США) — американский модный фотограф и кинорежиссёр.

## Общая характеристика
Известен своим сотрудничеством с брендами Calvin Klein, Ralph Lauren, Pirelli, Revlon и Gianni Versace, а также работами для изданий Vogue, GQ, Vanity Fair, Elle, Life, Interview, Rolling Stone. Его фото украшают обложки альбомов Криса Айзека, Гарри Конника-младшего и Джексона Брауна.

## Модная фотография
После окончания университета Брюс начал свою карьеру как модель и даже снимался у Ричарда Аведона. Позднее Вебер признался, что так он хотел лучше понять профессию фотографа. В конце 1970-х он делает свою первую фэшн-съемку, которая попадает на обложку одного из номеров GQ. В 1978 году с Вебером заключает контракт главная американская сеть универмагов и он работал для каталога Bloomingdales. В 1983 году к фотографу приходит первый большой успех. Он снимает рекламную кампанию для мужского белья Calvin Klein.
Брюс Вебер сотрудничал с Энди Уорхолом и снял два календаря Pirelli. Известен как арт-фотограф и один из новаторов в области съемки современной мужской моды.

## Кинематография
Брюс Вебер снял шесть фильмов в качестве режиссёра — «Сломанные носы» (1987) о боксёрах-подростках, «Давайте потеряемся» (1988) о джазовом музыканте Чете Бейкере (участие в кинофестивале Сандэнс и номинация на «Оскар» за лучший документальный фильм), короткометражки «Фильм о заднем дворе» (1991) и «Нежные гиганты» (1995), документальную ленту о джазе и путешествиях «Китайское рагу» (2001) и «Письмо правде» (2004), а также несколько музыкальных клипов.

## Семья
Вебер женат на Нэн Буш, с которой иногда сотрудничает и по работе. Он живёт в Майами с 1998 года.
В 2003 он создал свой модный лейбл Weberbilt.